# Стъргач
Стъргач или Старгач или членувано Стъргача (на гръцки: Στραγκάτς, Περίβλεπτο) е планина в Югозападна България и Северна Гърция, най-ниската планина от Рило-Родопския масив.

## Етимология
Според Йордан Н. Иванов името Стъргач произхожда от стърга, „тесен проход“, „крива местност“ от диалектното стърга, стръга, „преграда, през която пускат овцете“, „пътека за добитък“ със суфикс за деятелни имена -ач, подобен на коп-ач, паз-ач. Сравними са сръбското селищно име Стъргачи в Република Сръбска и разширеното с наставката -ина старобългарско Стъргачина. Стърга е от корена *stъrg-, *sterg-, старобългарското стрыгѫ, редом със стрѣгѫ, стрѣшти, „пазя“, „вардя“.

## Географска характеристика

### Географско положение, граници, големина
Планината се простира на юг от Пирин, от която я отделя долината на река Мътница (десен приток на Места). На запад се свързва с планината Славянка, посредством седловината Пъдарчовица или Панаирска ливада (720 m), а на изток – чрез седловината Митницата – със северните разклонения на Боздаг, известни като Белотински планини (Перица). На югозапад долината на река Търлиска Мътница (Ватитопу) я отделя от планината Черна гора, а на югоизток долината на река Белотинската река (Милоревма) – от планината Боздаг. На юг склоновете на Стъргач се спускат стръмно към Елес-Зърневската котловина. Дължината ѝ от север на юг е около 15 km, а ширината – 10 km. По-голямата част от планината е на гръцка територия. На българска тя заема площ от 37 km2, което е около 40% от общата ѝ площ. 
От запад на изток в северната ѝ част между гранични пирамиди с №№ 112 (705 m) и 130 (112 m) преминава участък от българо-гръцката граница.
Изкачването до върха може да стане от село Куманич (Дасото, 620 m) на 10 км от Зърнево (Като Неврокопи) за около 3 часа. Планински черен път също стига до върха.

### Релеф, геоложки строеж
Със заоблените си очертания и слабо разчленено било, Стъргач е умалено копие на съседната планина Славянка. Най-високата ѝ точка връх Стъргач (1270 m) се намира на гръцка територия (познат още като връх Кулата), на около 1 km южно от гранична пирамида № 122. На българска територия най-високият връх е Асанов връх (1217,7 m). Най-високата точка (1249,4 m) в българската част е на билото при гранична пирамида № 121, в непосредствена близост до руините на гръцка застава, но не представлява връх.
| Име                                  | Име                                                      | Височина | Местоположение                                         |
| ------------------------------------ | -------------------------------------------------------- | -------- | ------------------------------------------------------ |
| Стъргач                              | Περίβλεπτο, Στραγκάτς, Στραγκάτσι, Χαϊδαρίτσα/Χαϊδάριτσα | 1272 m   | на главното било ЮЗ от Възмен (Ексохи)                 |
| Асанов връх                          |                                                          | 1218 m   | ЮИ от Нова Ловча                                       |
| Белите камъни                        |                                                          | 1052,2 m | И от Нова Ловча                                        |
| Борвица                              | Διάκος, Καρακατσανέϊκα, Μπόρνιτσα                        | 798 m    | З от Вълково (Хрисокефалос)                            |
| Буковина, Буковино, Меча скала, Кури | Μπουκοβίνα, Μπουκοβίνο, Μετζέ Σκάλα, Κουρί               | 1084 m   | СЗ над Куманич (Дасото)                                |
| Валцока                              | Εύφορο, Βαλτσόκα                                         | 888 m    | СИ над Търлис (Ватитопос)                              |
| Камила                               | Καμήλα, Καμίλλα                                          | 955 m    | С над Куманич (Дасото)                                 |
| Куманич                              | Άγιος Κωνσταντίνος, Κουμανίτσι                           | 839 m    | СИ над Куманич (Дасото)                                |
| Кър Чаир                             | Αυγό, Κιρ Τσαΐρ                                          | 960 m    | З от Възмен (Ексохи)                                   |
| Малкия Голак                         |                                                          | 815,3 m  | Ю от Илинден (Либяхово)                                |
| Маняско                              | Τρίγωνο, Μανιάσκο                                        | 891 m    | СЗ от Стъргач                                          |
| Пазлъка, Стъргач                     |                                                          | 1152 m   | ЮЗ от Илинден (Либяхово)                               |
| Свети Константин                     | Άγιος Κωνσταντίνος                                       | 1203 m   | Пирамида № 125                                         |
| Свети Константин                     | Άγιος Κωνσταντίνος                                       | 837 m    | СИ над Куманич (Дасото)                                |
| Свети Илия                           | Προφήτης Ηλίας                                           | 912 m    | СЗ над Зърнево (Като Неврокопи)                        |
| Свети Петър                          |                                                          | 744,6 m  | ССИ от Нова Ловча                                      |
| Сливек                               |                                                          | 1067,8 m | СИ от Нова Ловча и ЮЗ от Илинден (Либяхово)            |
| Саръ Меше                            |                                                          | 653 m    | СЗ от Вълково (Хрисокефалос)                           |
| Чолачето, Божените ниви              | Τρίλοφο, Τσολάτσιτο, Μπουζένιτο Νίβι                     | 1180 m   | на главното било Ю от Стъргач, СЗ над Куманич (Дасото) |
| Чукари, Орница                       | Τσουκάρια, Όρνιτσα, Τσουκαλά                             | 900 m    | С над Куманич (Дасото)                                 |
|                                      | Άσπρη Τούμπα                                             | 1014 m   | ЮЗ от Стъргач                                          |
|                                      | Άσπρη Τούμπα                                             | 780 m    |                                                        |
|                                      | Γαβρότοπος, Γραβότοπος                                   | 860 m    | Пирамида № 128                                         |
| Чолакица                             | Τρία Αυγά                                                | 899 m    | СИ от Куманич (Дасото) и З от Вълково (Хрисокефалос)   |

Стъргач представлява хорст изграден от метаморфни скали – мрамори, гнайси, слюдени шисти. На малки площи се разкриват гранити и се среща опушен кварц.

### Климат, води, почви, флора и фауна
Поради близостта на планината до Егейско море, климатът е преходно-средиземноморски. Най-много валежи, предимно от дъжд, падат през есенно-зимния период. Снежна покривка почти не се задържа. Почвите в планината са предимно излужени канелени горски. Само в най-високите ѝ части се срещат Кафяви горски и рендзини.
Климатичните и почвени условия в нея са допринесли за формирането на специфична субсредиземноморска флора и фауна. Преобладава храстова растителност – мъждрян, люляк, хвойна, леска, келяв габър. Букови гори има по високите части по границата с Гърция. От животните се срещат: дива котка, дива свиня, заек.

## Селища
В самата планина няма селища, но в подножията ѝ на българска и гръцка територия са разположени 1 град и 5 села.
- В България – 2 села: Илинден и Нова Ловча;
- В Гърция – 1 град Зърнево (Като Неврокопи) и 3 села: Вълково (Хрисокефалос), Възмен (Ексохи) и Куманич (Дасото).[7][8]

## Транспорт
По източното подножие на планината, през седловината Митницата (чрез тунел под границата) преминава участък от второкласен път № 19 от Държавната пътна мрежа от Гоце Делчев за Драма.

## Топографска карта
- Лист от карта K-34-96. Мащаб: 1 : 100 000.